# Picaio (Serra Calderona)
|  | «Picaio» redirigeix aquí. Si cerqueu altres muntanyes amb aquest nom, vegeu «Picaio (desambiguació)». |

El Picaio és una muntanya de 363 metres d'alçada situada a l'extrem sud de la serra Calderona, al terme municipal de Sagunt i Puçol. Es pot accedir al seu cim fent una excursió, des d'on s'observa la serra Calderona, l'horta i la mar Mediterrània.

## Geologia
El Picaio constituïx un dels afloraments permotriàsics més orientals dels que s'han estudiat fins ara. La part inferior, corresponent al Permià, representa uns 211 metres, mentre que la part superior, del triàsic, suposa uns 300 metres. La unitat inferior està formada per lutites vermelles i pedra sorrenca vermella, ocre i blanca, organitzades en estrats de granularitat decreixent que evolucionen cap a les lutites. La part superior està formada per sorrenques de color vermell i blanques que conformen la part visible de la muntanya. Destaquen algunes petites formacions cúpriques de color verd i blau. A la part superior de la sèrie lítica tornen a aparèixer lutites laminars i margues de color roig i ocre, sorres fines i carbonats ocres.

## Coveta del mont Picaio
A la coordenada 39° 38′ 15″ N, 0° 18′ 20″ O / 39.63750°N,0.30556°O es va descobrir l'any 1972 una cova d'inhumació múltiple. Va ser estudiada i excavada l'any 1977 i es varen trobar restes de granadura de collar i puntes de sílex, actualment conservades al Museu de Prehistòria de València.